# 強烈熱帶風暴布倫登 (1991年)
強烈熱帶風暴布倫登（英語： Severe Tropical Storm Brendan；國際編號：9108，聯合颱風警報中心：08W，菲律賓大氣地球物理和天文管理局：Helming）為1991年太平洋颱風季第8個被命名的熱帶氣旋。布倫登在橫過南海時，為珠江三角洲一帶帶來烈風，並對廣東、廣西及菲律賓造成嚴重破壞。布倫登直接吹襲澳門，令有關方面一度懸掛十號風球三小時，因而使布倫登成為澳門自1956年至今首個導致懸掛十號風球但香港只懸掛九號或以下信號，以及唯一澳門比香港懸掛信號高兩級的熱帶氣旋。
布倫登曾一度被港澳兩地氣象部門評為颱風，皇家香港天文台在該年熱帶氣旋報告中指布倫登登陸時並沒有錄得颶風，並修訂強度為強烈熱帶風暴，澳門氣象局則仍然稱呼布倫登為颱風。

## 發展歷史
布倫登早於7月15日在北緯6度，東經153度附近形成，經過數天發展，它於7月20日在馬尼拉以東約690公里處增強為一熱帶低氣壓，它初時以時速20公里向西北偏西移動。布倫登於翌日上午增強為熱帶風暴，此後繼續增強，並於當晚在馬尼拉之東北約310公里處增強為強烈熱帶風暴。在登陸呂宋之前，布倫登之十分鐘中心最高持續風速達每小時110公里，一分鐘中心最高持續風速更達每小時130公里。
布倫登於7月22日在呂宋北部東岸登陸，布倫登稍稍減弱，但仍維持強烈熱帶風暴的強度，其十分鐘中心最高持續風速下降至每小時90公里。同日，布倫登進入巴林坦海峽，其移速更增加至每小時30公里。
布倫登之西北偏西路徑相當穩定，它於7月23日掠過東沙島。根據新聞報導，布倫登的中心於7月23日下午1時在貨船「Mei Yuan」的航道掠過，令該貨船在惡劣天氣中航行超過8小時。此時，布倫登已開始重新增強，其十分鐘中心最高持續風速上升至每小時110公里。
布倫登的移速於當晚減慢至每小時19公里，繼續接近珠江口。此時，與布倫登相關的惡劣天氣及烈風已開始影響華南沿岸。布倫登於7月24日清晨在香港以南掠過，並於上午在澳門之西南30公里處掠過，同時在珠海附近登陸。隨著布倫登移入內陸，當晚它於廣州以西約230公里處迅速減弱為熱帶低氣壓，其後於廣西減弱為低壓區。

## 影響

### 菲律賓
當地至少有4人因布倫登的吹襲死亡。布倫登所帶來的大雨引發在皮納圖博火山的火山泥流，嚴重破壞了鄰近的地區，數千間房屋和其他建築物被摧毀。

### 臺灣
當地發佈之颱風警報：海上颱風警報
交通部中央氣象局曾於布倫登進入呂宋海峽期間為其發佈海上颱風警報，於7月22日下午4時10分發佈，並於7月23日下午6時30分解除。當地未有災情傳出。

### 英屬香港[4]
當地懸掛之最高熱帶氣旋警告信號： 八號東北烈風或暴風信號 /  八號東南烈風或暴風信號
最接近當地時間：1991年7月24日清晨4時
最接近當地位置：香港之西南偏南約80公里（正面吹襲）
天文台於7月22日晚上10時10分懸掛一號戒備信號，當時布倫登集結於香港之東南偏東約780公里。初時吹輕微偏東風。隨着布倫登加速趨向華南沿岸，天文台於7月23日早上10時正改掛三號強風信號，當時布倫登集結於香港之東南偏東約410公里。下午吹東北強風，風力在黃昏繼續增強。
天文台於晚上9時正改掛八號東北烈風或暴風信號，當時布倫登集結於香港之東南約140公里。高地及離岸吹烈風。隨着布倫登移到香港之西南方，天文台於7月24日凌晨3時20分改掛八號東南烈風或暴風信號取代八號東北信號。布倫登於清晨4時左右最接近香港，當時位於香港之西南偏南約80公里。天文台總部於一小時前錄得最低瞬時海平面氣壓993.0百帕斯卡。當布倫登已經在珠江口西部登陸，天文台於上午10時正改掛三號強風信號取代八號東南烈風或暴風信號，偏南風開始減弱。隨着布倫登對香港的威脅解除，所有信號於當日下午3時10分除下。
7月22日晚至7月23日早上天晴。由布倫登的螺旋雨帶帶來的狂風驟雨在中午開始影響香港。當日下午天氣進一步轉壞，狂風及雨一直持續至翌日早上。當布倫登於內陸消散，驟雨減少，7月25日轉為大致天晴。

### 葡屬澳門
- 當地懸掛之最高熱帶氣旋信號：  十號風球
- 最接近當地位置：澳門之西南30公里

一號風球於7月23日上午8時15分懸掛。由於一號風球比香港方面遲了10小時才懸掛，加上布倫登移動快速，因此氣象台於大約3小時後便需於上午11時30分改掛三號風球。隨著布倫登進一步逼近，八號東北風球於下午6時30分懸掛，並於下午9時改掛九號風球。由於預料布倫登以颱風強度非常接近澳門，但布倫登移速減慢，因此九號風球一直通宵懸掛，翌日（7月24日）上午6時終改懸十號風球，位於大炮台的氣象台總部隨即嗚響警笛示警。是次十號風球維持三小時，期間布倫登在澳門之西南30公里處掠過。隨著布倫登登陸珠海西部，八號東南風球於上午9時懸掛。此後本地風勢繼續減弱，三號風球於下午1時懸掛，並於下午5時除下。
7月23日下午七時懸掛八號風球半小時後，港澳客輪停航，超過200名香港人被迫滯留澳門，其中30餘人在新口岸大碼頭售票處露宿，至7月24日凌晨三時該批香港人因被水警拒絕返回碼頭二樓避風，一度發生鼓譟，後經一番調解才獲准登上二樓留宿。凌晨4時45分九號風球高懸期間，兩艘內地舢舨在路環荔枝碗對開海面翻沉，一對斗門漁民夫婦墮海失蹤，另兩名穿救生衣的內地漁民游至荔枝碗船廠登岸，向澳門水警求助，稍後返回內地。由於風高浪急，水警輪至傍晚仍未能到出事海面搜索，而兩艘沉沒的內地舢舨稍後被發現在路環石排灣聯生碼頭對開海面。市區方面，一名警員及一名小童因被墮下硬物及玻璃弄傷而送院治療，情況普通。上午八時懸掛十號風球期間，內港、下環及低窪地區出現嚴重水浸，水深及膝，市區及離島亦有多宗大樹倒下、廣告板及棚架倒塌報告，令消防員疲於奔命。改掛八號風球一小時後（十時），時任澳督韋奇立在布政司麥善道及保安官員的陪同下前往黑沙環及內港一帶巡視。隨著布倫登逐漸遠離，澳氹大橋於當日下午一時重開，停頓19小時、來往香港的飛翼船及快達輪亦於下午二時復航，至傍晚六時才大致疏通滯留澳門的數百名香港人，噴射船則於7月25日始復航。受布倫登影響，澳門於7月24日早上錄得最高平均風速為每小時51公里、最高陣風為105公里，最低氣壓則為981.4百帕斯卡，由於澳門境內並沒有錄得颶風，因此對澳門來說是一個不達標的十號風球。

### 中國大陸
在廣東，2人死亡及4人重傷，一共64間房屋倒塌及1019間房屋遭受破壞，超過78000公頃農田受影響。而道路、灌溉設施及通信均在布倫登吹襲下受影響。經濟損失高達1.32億人民幣。
在廣西，28人死亡及185人受傷，大約2100間房屋倒塌及16000公頃稻田被洪水浸沒。經濟損失高達25萬人民幣。

## 熱帶氣旋警告使用紀錄

### 英屬香港
| 皇家香港天文台 熱帶氣旋警告信號 | 皇家香港天文台 熱帶氣旋警告信號 | 皇家香港天文台 熱帶氣旋警告信號 |
| ------------------------------- | ------------------------------- | ------------------------------- |
| 上一熱帶氣旋                    | 一號戒備信號                    | 下一熱帶氣旋                    |
| 超強颱風愛媚                    | 一號戒備信號                    | 颱風法雷德                      |
| 超強颱風愛媚                    | 三號強風信號                    | 颱風法雷德                      |
| 超強颱風戈登                    | 八號東北烈風或暴風信號          | 強烈熱帶風暴加里                |
| 超強颱風戈登                    | 八號東南烈風或暴風信號          | 強烈熱帶風暴加里                |
| 超強颱風戈登                    | 八號烈風或暴風信號              | 強烈熱帶風暴加里                |

### 葡屬澳門
| 地球物理暨氣象台 熱帶氣旋信號 | 地球物理暨氣象台 熱帶氣旋信號 | 地球物理暨氣象台 熱帶氣旋信號 |
| ----------------------------- | ----------------------------- | ----------------------------- |
| 上一熱帶氣旋                  | 一號風球                      | 下一熱帶氣旋                  |
| 颱風艾美                      | 一號風球                      | 颱風法雷德                    |
| 颱風艾美                      | 三號風球                      | 颱風法雷德                    |
| 颱風戈登                      | 八號東北風球                  | 強烈熱帶風暴貝姬              |
| 颱風戈登                      | 八號東南風球                  | 颱風法雷德                    |
| 颱風戈登                      | 八號風球                      | 颱風法雷德                    |
| 颱風戈登                      | 九號風球                      | 強烈熱帶風暴貝姬              |
| 颱風愛倫                      | 十號風球                      | 颱風約克                      |

## 註解
1. 1 2 3  香港天文台當時的名稱。
2. 1 2  風速描述術語以香港天文台風力準則為準。